# Sycoecus bergi
Sycoecus bergi är en stekelart som beskrevs av Van Noort 1993. Sycoecus bergi ingår i släktet Sycoecus och familjen fikonsteklar.
Artens utbredningsområde är Liberia. Inga underarter finns listade i Catalogue of Life.